# Friedigerode
Friedigerode ist ein Ortsteil der Gemeinde Oberaula im nordhessischen Schwalm-Eder-Kreis.

## Geographie
Friedigerode liegt in Nordhessen im Knüllgebirge nördlich des Hauptortes am Hornsbach und am Eckeröder Bach und wird direkt vom Truppenübungsplatz Schwarzenborn begrenzt. Die Landesstraße 3157 verläuft östlich des Ortes, die Kreisstraße 122 durch den Ort.

## Geschichte
Die Endung des Ortsnamens -rode lässt auf eine Rodungssiedlung schließen. Erstmals schriftlich erwähnt wurde das kleine Dorf in einer Urkunde des Klosters Spieskappel aus dem Jahre 1231 als Frethigeroth. In historischen Dokumenten späterer Jahre ist der Ort unter folgenden Ortsnamen belegt (in Klammern das Jahr der Erwähnung): Friedegerode (1360/1367), Friedigerade (1448), Friedigerodt (1585) und Friedigeroda (1681).
1955 wurde eine Schule gebaut, 1964 entstand ein Dorfgemeinschaftshaus mit Wäscherei und Tiefgefrieranlage.
Am 1. Januar 1974 wurde die bis dahin eigenständige Gemeinde Friedigerode im Zuge der Gebietsreform in Hessen kraft Landesgesetz in die Gemeinde Oberaula eingegliedert.
Am 6. Juni 2008 gewann Friedigerode den ersten Platz im hessischen Wettbewerb Dolles Dorf.

## Kulturdenkmäler
Für die unter Denkmalschutz stehenden Kulturdenkmäler des Ortes siehe die Liste der Kulturdenkmäler in Friedigerode.

## Persönlichkeiten
- Elmar Bornkessel, * 1976 Fregattenkapitän und Kommandant der Gorch Fock